# Ricardo Lewitus
Ricardo Lewitus, M.D. (nacido el 2 de noviembre de 1949) El Dr. Ricardo Lewitus es pediatra en Sudbury, Massachusetts. Estuvo afiliado a varios hospitales en el área, incluidos el MetroWest Medical Center y el UMass Memorial Medical Center (Marlboro Hospital). Recibió su título de médico de la Universidad Cayetano Heredia y ha estado en práctica por más de 40 años. El Dr. Lewitus también es un empresario con profundas raíces en el mundo de la música clásica y las artes. Nacido en Lima, Perú, es hijo del fallecido Hans Lewitus, profesor del Conservatorio de Música de Lima y miembro fundador de la Orquesta Sinfónica del Perú como clarinetista principal. Su madre, Eva Heller de Lewitus, es fotógrafa jubilada.

## Primeros años
Estudió de los 5 a los 15 años en el Franco Peruano, donde se graduó en 1965.
Hacia 1963, es designado fotógrafo oficial de los actos del colegio, cargo que ocupó hasta 1965. En 1964, con motivo de la visita al Perú del presidente francés Charles De Gaulle y durante su escala en el colegio Franco Peruano, Ricardo Lewitus estrechó la mano del presidente francés. En 1965, se incorporó al servicio militar del Ejército del Perú y se graduó como Primer Brigadier. Desde 1962 y hasta 1973, se convirtió en líder de la organización de la Juventud Judía Kineret.

## Carrera médica
El Dr. Lewitus se graduó de la Universidad Peruana Cayetano Heredia, donde recibió su título de médico en 1976. Completó su residencia pediátrica en Nueva York y fue pediatra en ejercicio en Massachusetts durante más de 40 años hasta su jubilación en 2016. Sirvió como Jefe de Pediatría en el Hospital Marlborough y más tarde participó activamente en la Organización de Médicos de MetroWest como miembro de la junta y como director médico pediátrico.

## Promotor musical
Desde su jubilación, el Dr. Lewitus se ha vuelto más activo en su interés por la música.
Ha producido tres discos compactos de los arreglos musicales de su padre: Latin Music for Recorders en 2017, Sacred Songs for Recorder Quartet de J.S.Bach en 2019  y De Johann a Hans J.S.Bach: Canciones Sagradas en 2021. Dr Lewitus también ha sido fundamental en la reciente publicación de la Universidad Nacional de Música (Lima, Perú) de los arreglos de música eslovaca para clarinete de su padre: Obras para dúo y trío de clarinetes, abril de 2018.
Él y su esposa, Marla, han otorgado una beca para estudiante de piano y otra para clarinetista en el Boston Conservatory en Berklee.
Es patrocinador del Festival de Música Vivace Vilnius en Vilnius, Lituania, y ha patrocinado recitales para estudiantes de piano del Conservatorio de Boston en Lima, Perú y en San Juan, Puerto Rico.
El Dr. Lewitus actualmente forma parte del Círculo de Liderazgo del Conservatorio de Boston en Berklee y es presidente de la junta directiva de la [5] organización Kaleidoscope Musart.

## Otras actividades

### Deportes
Participó en las Macabiadas Panamericanas en 1976 con el equipo de Voleibol y recibió un Diploma de Honor por su participación.

### Literatura
El Dr. Lewitus es el autor de un libro para niños, What Does the Sign Say?, que recibió un premio Moonbeam en 2008 y ha vendido más de 18.000 copias. También ha escrito: 
– Chazuta - Memorias de un externo, publicado por Bookemon en 2013.
– Mi Pediatra Meu Pediatria Mi pediatría, un libro sin palabras a su jubilación en 2016 y dedicado como regalo a todos sus pacientes.
– De la concepción al nacimiento: mi viaje de 38 semanas, publicado en 2021.

### Fotografía
Es un fotógrafo consumado por derecho propio, y ganó una Mención de Honor en un concurso de fotografía patrocinado por la alcaldía de la ciudad de Lima en 1971.

### Teatro
También ha estado involucrado en las artes escénicas, interpretando el papel de Peter en El Diario de Ana Frank e Irving en “El rapto del Papa” (Joao Betancourt) bajo la dirección del aclamado director Ricardo Roca Rey en 1975 y 1976.